# Anobit
Anobit Technologies, Ltd è un'azienda israeliana produttrice di memorie flash.

## Storia
L'azienda è stata fondata nel 2006. Ha un portafoglio di 65 brevetti (24 concessi e 41 in corso), comprese le tecnologie di elaborazione del segnale di memoria. Ha sede a Herzliya, con un ufficio americano a Marlborough, Massachusetts.

## Acquisizioni
L'azienda israeliana è stata acquisita il 6 gennaio 2012, dall'azienda californiana Apple per circa 390 milioni di dollari.